# Tanganicodus irsacae
The spotfin goby cichlid (Tanganicodus irsacae) là một loài cá thuộc họ Cichlidae. Nó được tìm thấy ở Burundi và Cộng hòa Dân chủ Congo. Môi trường sống tự nhiên của chúng là hồ nước ngọt. Its average life span is approximately 3–5 years.